# 파울 클레

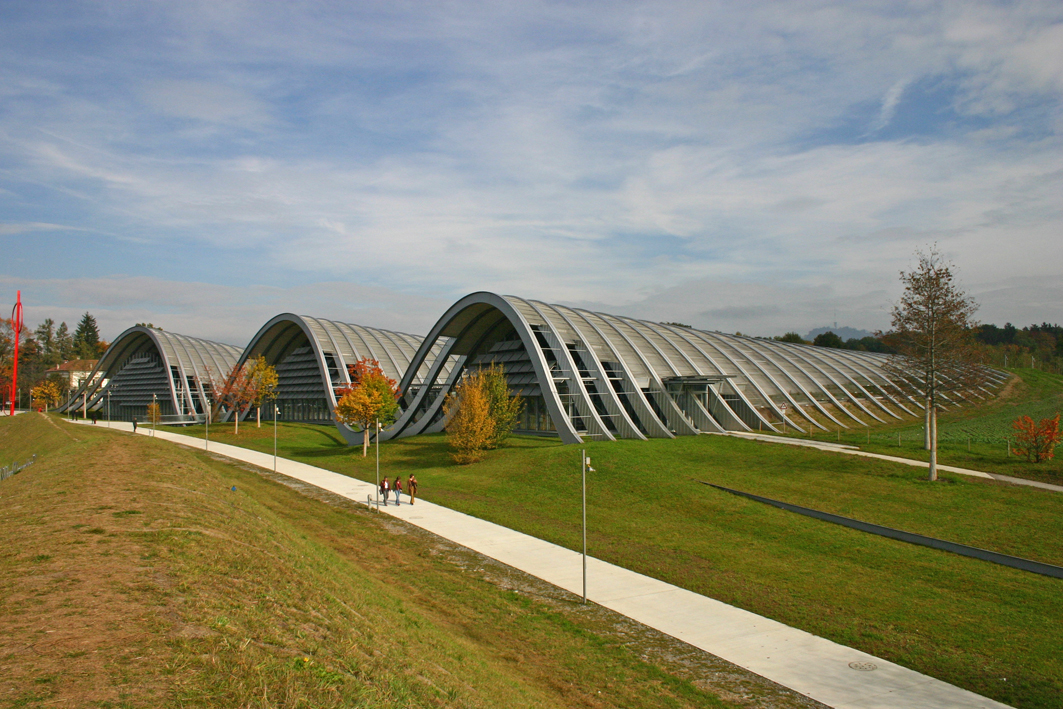
스위스 베른의 파울 클레 박물관

파울 클레(독일어: Paul Klee, 1879년 12월 18일~1940년 6월 29일)는 스위스의 남성 화가이고, 국적은 독일이다. 그의 작품은 표현주의, 입체파, 초현실주의 등 여러 다양한 예술 형태의 영향을 받았다. 그와 그의 친구인 러시아의 남성 화가 칸딘스키는 예술과 건축의 학교인 바우하우스에서 학생들을 가르친 것으로 유명하다.

## 생애
1879년 12월 18일 스위스의 수도 베른 교외의 뮌헨부흐제(Münchenbuchsee)에서 태어났다. 아버지는 독일에서 이주한 주립 사범학교의 음악교사, 어머니는 음악학교에서 성악을 배우는 음악가 집안이었다. 파울 클레 스스로도 7세 때부터 바이올린 교습을 받은 프로급의 바이올린 연주자로 1906년에 결혼한 부인도 피아니스트였다. 이들 부부는 곧잘 바흐나 모차르트, 베토벤의 만년 작품인 소나타 등을 듣고 또 연주하는 것을 즐거움으로 삼았으며, 음악이 클레의 그림을 이해하는 하나의 열쇠라고 말하는 것도 이 때문이다. 그는 음악이 아닌 그림의 길을 선택하여, 1900년에는 뮌헨의 미술학교에서 상징주의의 대가 프란츠 폰 슈투크(Franz von Stuck)의 지도를 받았다. 슈투크는 또한 칸딘스키의 스승이기도 했다. 3년 후 그는 이탈리아로 연구 여행을 떠나서 제노바·나폴리·피렌체·로마 등지에 체재하였다. 그러나 이 여행의 수확은 고대 로마나 르네상스의 미술보다도 해항도시(海港都市)의 풍경과 나폴리 수족관의 풍물이었다. 내륙지방에서 자라온 그의 회화의 모티브로 배나 고기가 많이 등장하는 것은 그 여행의 체험에서 유래한 것이다. 1906년까지 베른에서 세기말적인 환상과 풍자에 입각한 동판화와 유리화 등을 시도하였고, 또한 이론적인 수법의 유화를 남겼다. 1906년 이후로는 다시 뮌헨으로 돌아가 당시 바야흐로 발흥의 기운이 움튼 표현 주의의 분위기 속으로 받아들여졌다. 그는 마르크, 마케 쿠빈, 칸딘 스키 등과 사귀어 이윽고 블라우에 라이터의 운동에 참가하게 되었다. 당시의 제작은 흑백의 판화나 또는 단채(單彩)의 파스텔·수채·구아슈·템페라 등으로 한정되어 그 표현은 기괴하고 환상적인 소묘가(素描家) 알프레트 쿠빈(1877∼1959)에 가까운 것이었다. 그러나 그는 이 흑백 또는 단채에 의한 대상의 도식화를 통하여 ‘예술이란 눈에 보이는 것의 재현이 아니며, 눈에 보이지 않는 것을 보이게 하는 것’이라는 신념을 굳혀 갔다. 클레는 1906년 뮌헨 '분리파전'에 동판화를 출품하였고, 1910년에는 베른 등에서 개인전을 열었다. 칸딘스키, 마르크 등과의 '청기사전'은 제2회부터 참가하였다. 1914년 봄부터 여름까지 튀니지와 카이루안을 여행하였다. 이 여행에서 감명을 받아 선명한 색채를 자각하고, 작풍을 바꾸었다. ‘빛깔이 나를 갖는다. 나와 색은 일체이다. 나는 화가이다’라고 자각한 바를 일기에 적은 것도 그 때의 일이며, 파울 클레의 색체가 풍부한 작품은 대부분 이 여행 이후의 것이다. 1916년부터 1918년까지 제1차 세계대전에 종군하였다. 1919년 이후 색체에 대한 자각은 독특하게 실현되어 간다. 1920년 비평가 레오폴트 츠안 및 빌헬름 하우젠시타인 등이 맨 처음으로 비평을 발표하였다. 일찍이 아동화의 모방이라 냉소를 받은 클레의 작품은 제1차 세계대전으로 인하여 몰락의 위기에 허덕이던 유럽문화의 전통에 색다르게 청신한 숨결을 불어넣어 주는 것으로 기대되었던 것이다. ‘화가가 일찍이 현상계에서 정신계로 가지고 가버린 것을 반대로 정신계에서 현상계로 돌이키려고 한다’라는 클레의 독특한 추상에 대한 사고가 시대의 지지를 받았다고도 할 수 있다. 1921년부터 1931년까지는 바우하우스에서 학생들을 가르쳤다. 바이마르의 바우하우스에 초대를 받은 클레는 글라스화(畵)의 공방을 담당하여 후진을 지도하는 한편, 파이닝거와 칸딘스키를 이 곳에서 재회하여 활발한 제작 활동을 하였다. 《자연연구의 길》과 《교육적 스케치북》 등 이론적인 저술도 바우하우스에서의 활동을 통하여 정리되었다. 1931년에는 뒤셀도르프의 미술학교에서 교수가 되었고, 나치스에 의하여 자유가 박탈되어 가던 독일에서 추방되어 1933년 고향 베른으로 돌아와 수 년간을 지냈다. 만년에는 손이 잘 움직이지 않는 난치병에 걸렸으나, 등받침이 있는 의자에 앉아 그림을 그렸다고 한다. 클레는 1940년 무랄토 로카르노에서 사망하였다. 클레의 평생을 통한 작품은 9천 점이란 다수에 이른다. 베른에 돌아온 후에도 제작욕은 왕성하였고 만년에는 독특한 천사의 상이 눈에 많이 띈다. 그의 단순한 표현은 형태 그것보다도 형태를 만드는 일을 주안점으로 한 것이며, 보는 자로 하여금 그 형성의 과정을 좇아 체험하여 가는 것을 그는 바랐던 것이다. 그의 작품은 통상의 캔버스에 유체로 그린 것은 적고, 신문지, 판지, 천, 붕대 등에 유채, 수채, 텐페라 등의 여러 그림 재료를 사용하여 그렸다. 크기가 작은 작품이 많은 것도 특색이다. 2005년 6월에는 고향인 스위스의 수도 베른에 그의 업적을 집대성한 파울 클레 센터(Zentrum Paul Klee)가 세워졌다.

## 주요 작품

Sumpflegende
Twittering Machine
Angelus Novus

## 같이 보기
- 바실리 칸딘스키

## 참고 문헌
- 네이버캐스트 오늘의 미술 - 파울 클레
- 이 문서에는 다음커뮤니케이션(현 카카오)에서 GFDL 또는 CC-SA 라이선스로 배포한 글로벌 세계대백과사전의 "클레" 항목을 기초로 작성된 글이 포함되어 있습니다.